# David Cardona
David Fernando Cardona Delgado (Mocoa, Putumayo, Colombia; 23 de febrero de 1985) es un futbolista colombiano. Juega de delantero y su equipo actual es el Deportivo Mictlán de la Primera División de Ascenso de Guatemala.

## Trayectoria
Es campeón con el Cortuluá en la Primera B 2009.
En el año 2010 llega al Inti gas de Ayacucho cumpliendo un año irregular con el equipo que quedó puesto 9 lejos de alcanzar un cupo a un torneo internacional, jugando en total 13 partidos.
En el 2014 pierde la categoría con El Vigía en Venezuela
El 9 de diciembre de 2016 fue capturado por tráfico de drogas en Guatemala.

## Clubes
| Club              | País      | Año       |
| ----------------- | --------- | --------- |
| Cortuluá          | Colombia  | 2006-2007 |
| Qviding FIF       | Suecia    | 2007      |
| Cortuluá          | Colombia  | 2008-2009 |
| Inti Gas          | Perú      | 2010      |
| Cortuluá          | Colombia  | 2011      |
| Uniautónoma F.C.  | Colombia  | 2012-2013 |
| Deportivo Pereira | Colombia  | 2013      |
| El Vigía FC       | Venezuela | 2014      |
| Parrillas One     | Honduras  | 2014      |
| Deportivo Mictlán | Guatemala | 2015 -    |